# Dohrniphora trudiae
Dohrniphora trudiae är en tvåvingeart som beskrevs av Ronald Henry Lambert Disney 1983. Dohrniphora trudiae ingår i släktet Dohrniphora och familjen puckelflugor.
Artens utbredningsområde är Panama. Inga underarter finns listade i Catalogue of Life.